# 香港天文台

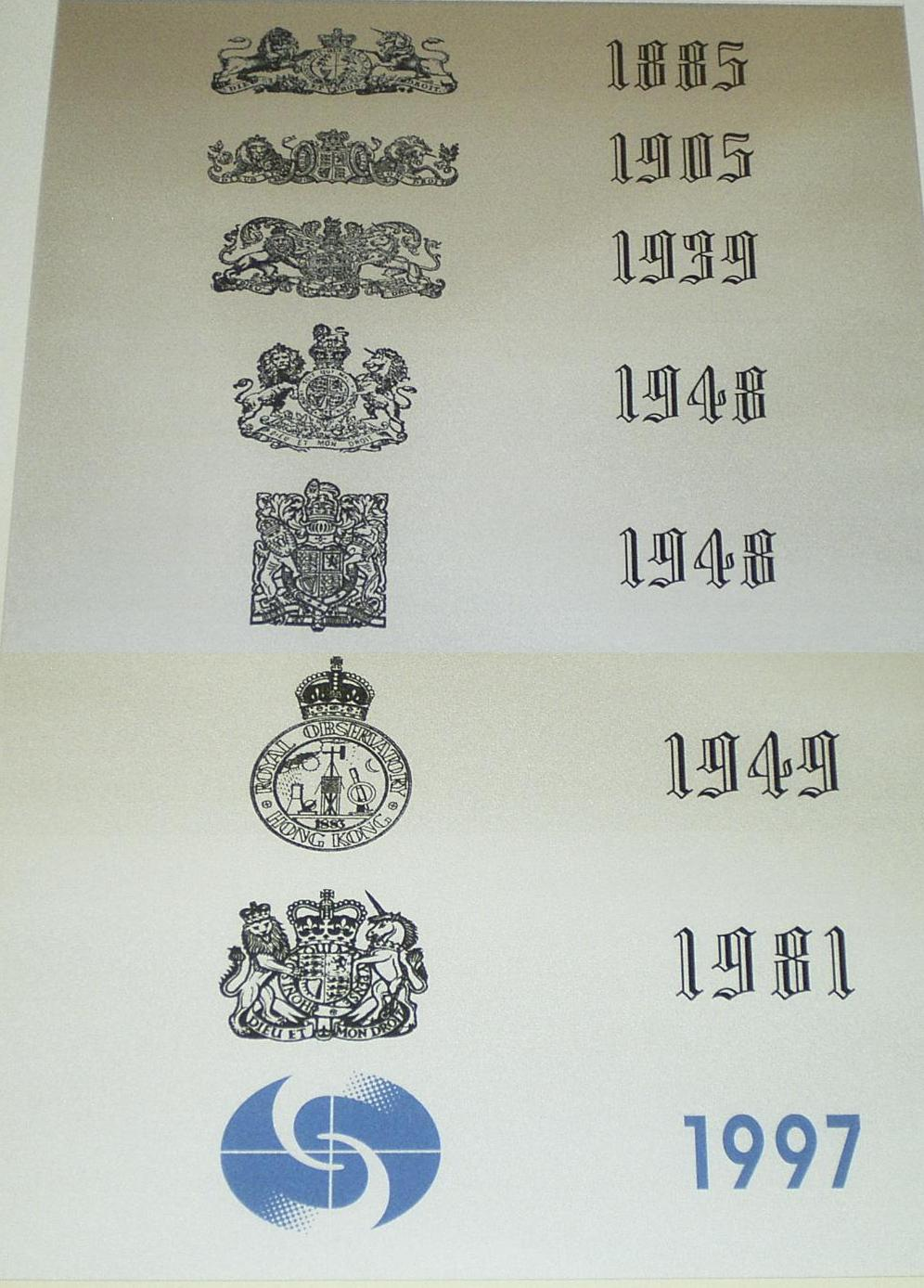
香港天文台從成立到現在所用的台徽

香港天文台（簡稱：天文台，縮寫：HKO）是香港特別行政區政府部門及聯合國所屬世界氣象組織成員，專門負責香港的氣象觀測，亦兼任地震、授時、天文及輻射監測等事務，向香港市民發出相關的警告。香港天文台也是世界氣象組織擔任網頁開發和操作之總負責氣象部門，以及聯合國世界氣象組織屬下的航空氣象委員，撰寫航空氣象文章之牽頭氣象部門。另外也是世界氣象組織和聯合國亞洲及太平洋經濟社會委員會共同主持的颱風委員會成員。
香港天文台在港英時代原為政府經濟科轄下部門，1997年主權移交後維持隸屬經濟局，2002年7月1日改為經濟發展及勞工局轄下部門；2007年7月1日決策局再度重組後，天文台被劃入新成立的商務及經濟發展局；2022年7月1日決策局再度重組後，天文台被劃入新成立的環境及生態局。
世界氣象組織「惡劣天氣信息中心」網站也是由香港天文台負責運作及發展。藉着這一個國際性框架，融合和促進區域性活動，減低惡劣天氣帶來的人命及財物損失。該網站亦提供世界各地的官方熱帶氣旋信息及惡劣天氣的觀測數據。除霧觀測資訊外，該網站同時也提供全球大雨、雷暴和烈風的資料。

## 台徽
天文台台徽的基本構思源自太極兩儀，陰陽調和的概念，每當颱風襲港的時候，所有市民都會想起天文台，因此以颱風形狀作為天文台的台徽。正中的十字坐標，代表從雷達監測颱風雨帶，代表天文台時時刻刻都觀察著天氣的變化，並以準確預測天氣為目標。把颱風形狀左右兩邊拉闊，套在像地球般圓中帶扁的外框中，取其平穩慎重形象，同時也代表天文台的工作範疇包含氣象及地球物理等方面。此外台徽中有兩個「S」，一個是白色的「S」，內有另一藍色的「S」，這兩個「S」代表了科學（Science）及服務（Service）代表天文台「以科學為基礎，以服務為目的」（Service based on Science）之宗旨。

## 歷史

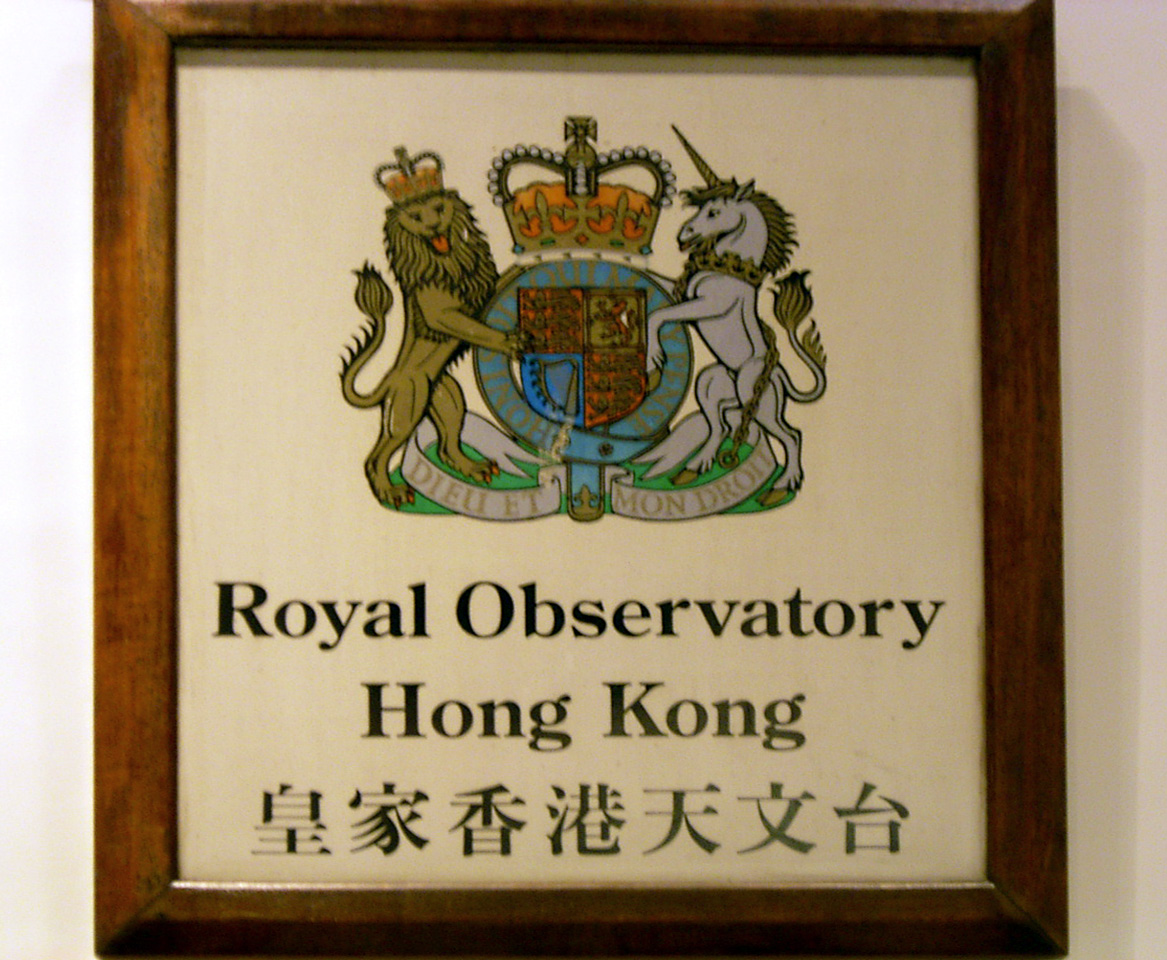
皇家香港天文台台徽（1981年版本）

1873年，首屆國際氣象會議在維也納舉行，成立國際氣象組織，提出氣象是國際關注事宜。翌年1874年九月，香港遭受颱風蹂躪，史稱甲戌風災。甲戌風災為香港帶來巨大破壞，奪去超過 2,000 人的性命，是當時香港人口近 8%。時任總督軒尼詩及其副官龐馬少校（Major Henry S Palmer）後來修訂計劃，勾勒出天文台早年三大工作方向：一、進行氣象觀測；二、提供觀象授時服務；三、進行地磁觀測。1879年，第二屆國際氣象會議在羅馬舉行，推動國際氣象合作。當時在西班牙殖民地菲律賓，耶穌會士 Federico Faura 營運的馬尼拉天文台（Manila Observatory）擁有殖民世界最先進儀器，電報網接通呂宋島上 14 個觀察站，並成功在 1880 年開始透過連接海底電纜，向香港發出第一個颱風警報。
1883年3月2日，第九任港督寶雲成立了香港天文台，由杜伯克博士（Dr. Doberck）出任首任天文台台長。香港天文台最初的職責包括天文、地磁、氣象及水文觀察，並參照英國格林尼治天文台的做法，每天降下時間球提供授時服務。杜伯克博士自稱政府天文司，並出版了香港首冊恆星目錄。1912年，英皇佐治五世對香港天文台頒賜皇家香港天文台（英語：Royal Observatory Hong Kong）的稱號，直至1997年7月1日香港特別行政區成立為止。
香港天文台在1948年加入國際氣象組織（世界氣象組織前身），開始進一步使用高技術的儀器進行氣象預測，天文台於1949年開始利用無線電探空儀及雷達探空系統預測氣象資料，並於1959年引入第一座天氣雷達。於1964年後接收極軌衛星的自動圖像傳送信號。1964年1月1日，天文台用攝氏報告氣溫，與華氏同用兩年，至1966年1月1日不再使用華氏。1973年，天文台首台電腦系統啟用，在兩年後的1975年，天文台使用世界氣象組織的全球電信系統交換氣象資料，包括香港至東京（1969年）、香港至曼谷（1970年）及香港至北京（1975年）。
1980年，天文台設置第一套銫原子鐘報時系統，提升香港時間的報時準確度。天文台亦在1984年建立位於赤鱲角的自動氣象站，以及在1985年建立沙田的自動氣象站及位於京士柏的輻射測量室。天文台在1996年在互聯網開設網頁，是最早設立網頁的香港政府機構之一。在2000年，天文台添增加了一套高效能伺服器，提高氣象數據處理的能力。一年後的2001年，天文台增強網站服務，開始提供文字版及有聲版網頁，讓視障人士也可以在網上獲得天氣資訊。另外，天文台亦推出網站的無線應用系統規約（WAP）及個人數碼助理版本，供流動電話用戶使用。2010年，推出我的天文台服務，提供網頁及智能手機版本，方便市民隨時按需要查詢天氣情況。
2013年天文台慶祝成立130週年，舉行多項活動，包括與歷史博物館合辦天文台歷史展覽。2017年香港天文台的天氣預測及警告服務獲頒發國際標準化組織認可的ISO 9001:2015質量管理體系認證。

### 隸屬
- 戰前資料不詳

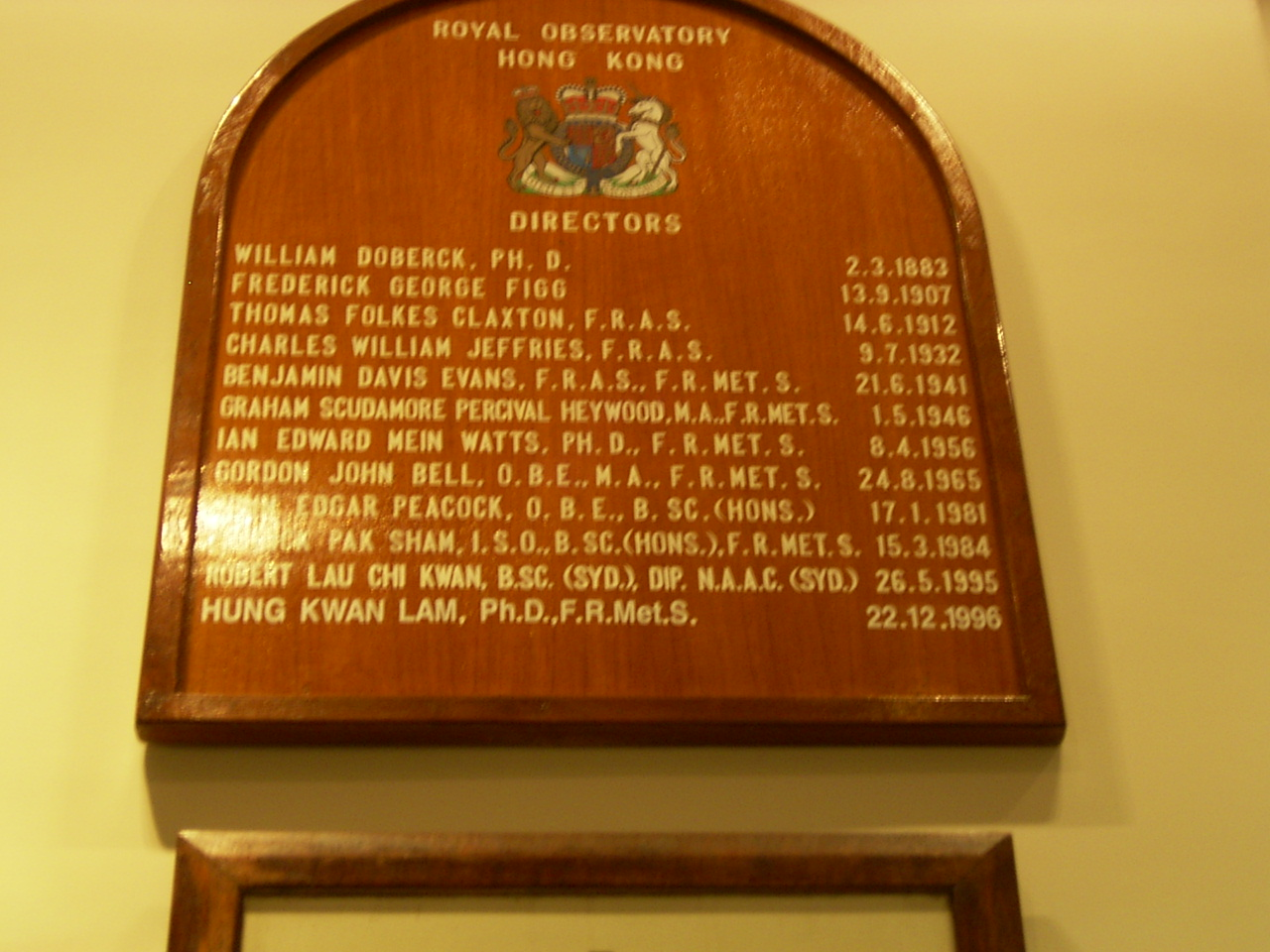
皇家香港天文台歷任台長

- 1945年8月30日 - 1946年6月17日：英國皇家海軍及空軍
- 1946年5月1日 - 1976年：輔政司署經濟科
- 1976年 - 1997年6月30日：布政司署經濟科
- 1997年7月1日 - 2002年6月30日：經濟局
- 2002年7月1日 - 2007年6月30日：經濟發展及勞工局
- 2007年7月1日 - 2022年6月30日：商務及經濟發展局
- 2022年7月1日至今：環境及生態局

### 歷任部門首長
| #                                | 中文名稱     | 英文名稱                              | 學銜或會銜                       | 上任日期       | 離任日期       | 備註 |
| -------------------------------- | ------------ | ------------------------------------- | -------------------------------- | -------------- | -------------- | --- |
| 皇家香港天文台（1883年至1997年） |              |                                       |                                  |                |                | |
| 1                                | 杜伯克博士   | Dr. William Doberck                   | Ph.D.                            | 1883年3月2日   | 1907年9月12日  | 首位及任期最長的台長（24年）。 |
| 2                                | 霍格先生     | Mr. Frederick George Figg             | -                                | 1907年9月13日  | 1912年6月13日  | |
| 3                                | 卡士頓先生   | Mr. Thomas Folkes Claxton             | F.R.A.S.                         | 1912年6月14日  | 1932年7月8日   | 任期第二長的台長（20年）。 |
| 4                                | 謝非烈士先生 | Mr. Charles William Jeffries          | F.R.A.S.                         | 1932年7月9日   | 1941年6月20日  | |
| 5                                | 伊雲士先生   | Mr. Benjamin Davis Evans              | F.R.A.S., F.R.Met.S.             | 1941年6月21日  | 1946年4月30日  | 任內經歷香港日佔時期。 |
| 6                                | 希活先生     | Mr. Graham Scudamore Percival Heywood | M.A., F.R.Met.S.                 | 1946年5月1日   | 1956年4月7日   | 戰後首位天文台台長，首位上任第一年便需懸掛十號颶風信號的台長。                                                                                   |
| 7                                | 华特士博士   | Dr. Ian Edward Meni Watts             | Ph.D., F.R.Met.S.                | 1956年4月8日   | 1965年8月23日  | 任內懸掛最多次數最高熱帶氣旋警告信號的台長（6次）。                                                                                              |
| 8                                | 鍾國棟先生   | Mr. Gordon John Bell                  | O.B.E., M.A., F.R.Met.S.         | 1965年8月24日  | 1981年1月16日  | 任期第三長的台長、戰後任期最長的台長（16年），任內懸掛第二多次數最高熱帶氣旋警告信號的台長（4次）。                                              |
| 9                                | 費慤先生     | Mr. John Edgar Peacock                | O.B.E. ,B.Sc.(Hons.)             | 1981年1月17日  | 1984年3月14日  | 最後一位洋人台長。 |
| 10                               | 岑柏先生     | Mr. Sham Pak, Patrick                 | I.S.O., B.Sc.(Hons.), F.R.Met.S. | 1984年3月15日  | 1995年5月25日  | 首位華人台長、任期最長的華人台長（11年）。 |
| 11                               | 劉志鈞先生   | Mr. Lau Chi-kwan, Robert              | B.Sc.(SYD.), DIP.N.A.A.C.(SYD.)  | 1995年5月26日  | 1996年12月21日 | 任期最短的台長（1年），首位任內每年均需發出八號或以上熱帶氣旋警告信號的台長。                                                                    |
| 香港天文台（1997年至今）         |              |                                       |                                  |                |                | |
| 12                               | 林鴻鋆博士   | Dr. Lam Hung-kwan                     | Ph.D., F.R.Met.S.                | 1996年12月22日 | 2003年3月13日  | 任內經歷香港主權移交的台長。 |
| 13                               | 林超英先生   | Mr. Lam Chiu-ying                     | Hon.F.R.Met.S., C Met.           | 2003年3月14日  | 2009年5月10日  | 曾為熱帶氣旋警告準則改制的台長。 |
| 14                               | 李本瀅博士   | Dr. Lee Boon-ying                     | Ph.D., MBA, FHKMetS, MCMetS      | 2009年5月11日  | 2011年4月13日  | 回歸後任期第二短的台長（2年）。 |
| 15                               | 岑智明先生   | Mr. Shun Chi-ming                     | F.R.Met.S.                       | 2011年4月14日  | 2020年2月14日  | 回歸後任期第二長的華人台長（9年），第二位任內每年均需發出八號或以上熱帶氣旋警告信號的台長，任內發出第三多次數最高熱帶氣旋警告信號的台長（3次）。 |
| 16                               | 鄭楚明博士   | Dr. Cheng Cho-ming                    | Ph.D.                            | 2020年2月15日  | 2023年3月12日  | 第三位任內每年均需發出八號或以上熱帶氣旋警告信號的台長。                                                                                         |
| 17                               | 陳栢緯博士   | Dr. Chan Pak-wai                      | Ph.D.、Mphil                     | 2023年3月13日  |                | 第二位及首位華人台長上任後首年便需發出十號信號。                                                                                                 |

## 總部

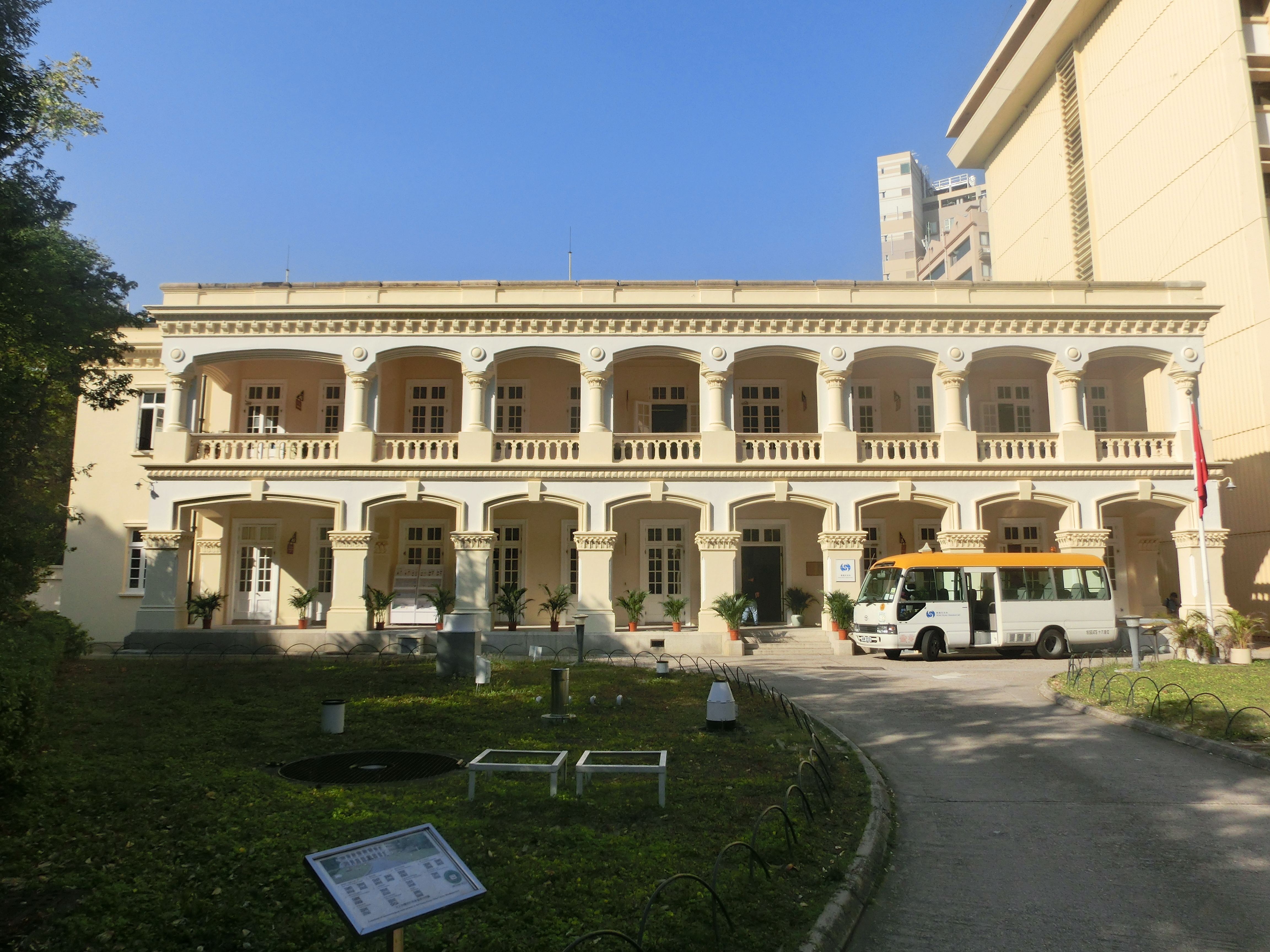
香港天文台總部

香港天文台總部設於九龍尖沙咀彌敦道134A號，建於1883年，建築物本身已被古物古蹟辦事處列為香港法定古蹟。其後於1983年於主樓旁邊加建新大樓，即百週年紀念大樓，以提供更多的工作空間。每年3月或4月都會在總部舉行開放日來慶祝3月23日的世界氣象日（受COVID-19疫情影響，2020年暫停開放日，2021年改為網上舉行，2022年則順延至11月尾）。

## 氣象監測設施

### 天氣雷達站
香港天文台的氣象監測系統中，包括五座天氣雷達站，其中三座專為提供機場氣象服務而興建，詳情如下：
| 位置           | 設立年份 | 用途         | 備註                                     |
| -------------- | -------- | ------------ | ---------------------------------------- |
| 大帽山雷達陣地 | 1999     | 一般氣象監測 | 因雷達老化於2023年退役，2024年更換新雷達 |
| 大老山         | 1959     | 一般氣象監測 | 曾四度重建，最近一次在2015年完工         |
| 大欖涌         | 1998     | 機場氣象監測 | 2014年更換雷達                           |
| 大欖角         | 2014     | 機場氣象監測 | 雷達由三菱電機製造                       |
| 小蠔灣政府車廠 | 2012     | 機場氣象監測 | 試驗性質（X波段天氣雷達）                |

另外，香港天文台的舊款天氣雷達搬遷至飛鵝山繼續作後備使用，澳門地球物理暨氣象局因長期使用的天氣雷達進行升級工程，暫時使用有關雷達作天氣預報工作。

## 工作範圍

### 氣象服務

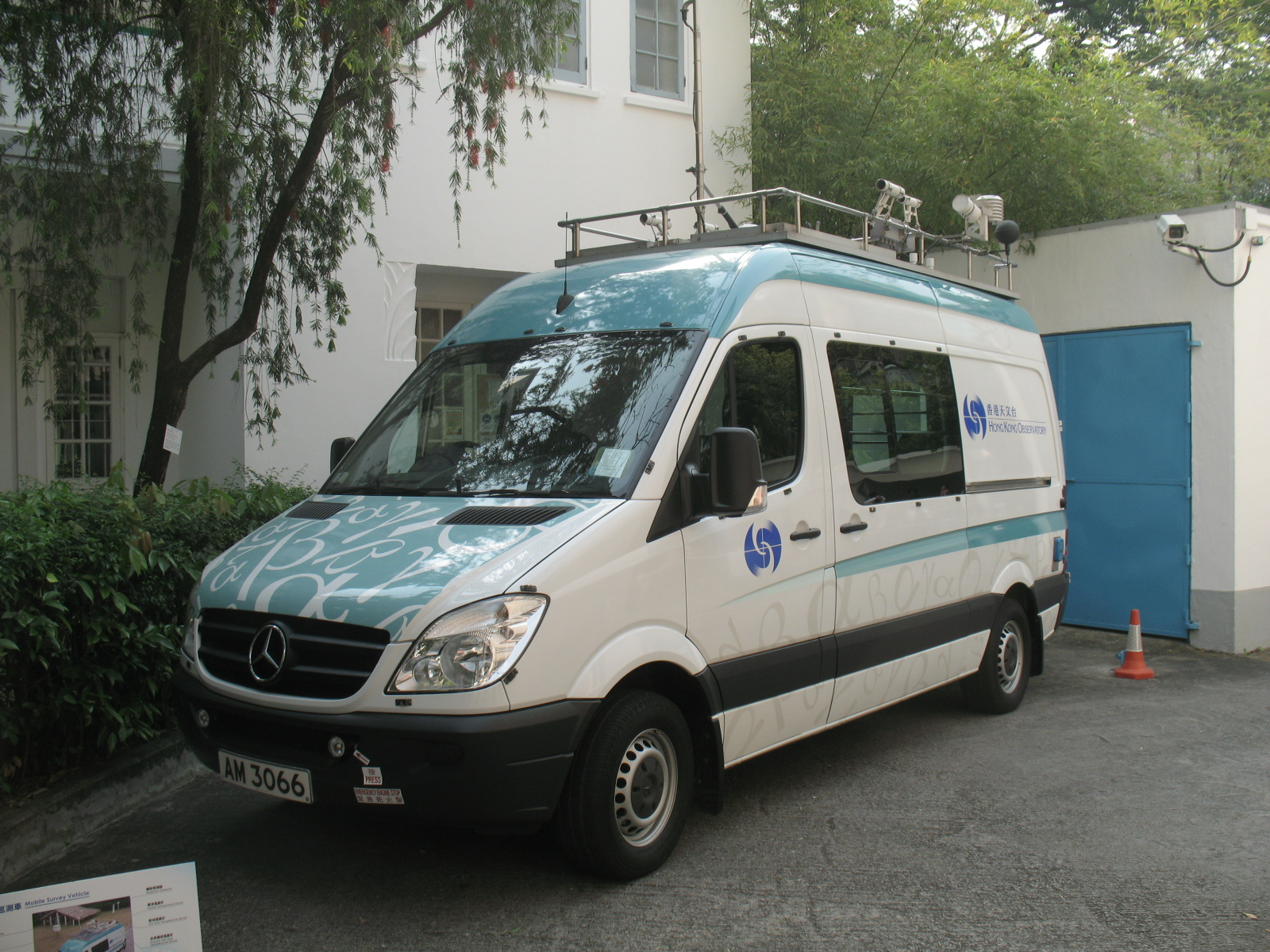
香港天文台的流動巡測車，主要功能是集氣象監測、輻射監測、風向監測功能於一身的「流動氣象台」

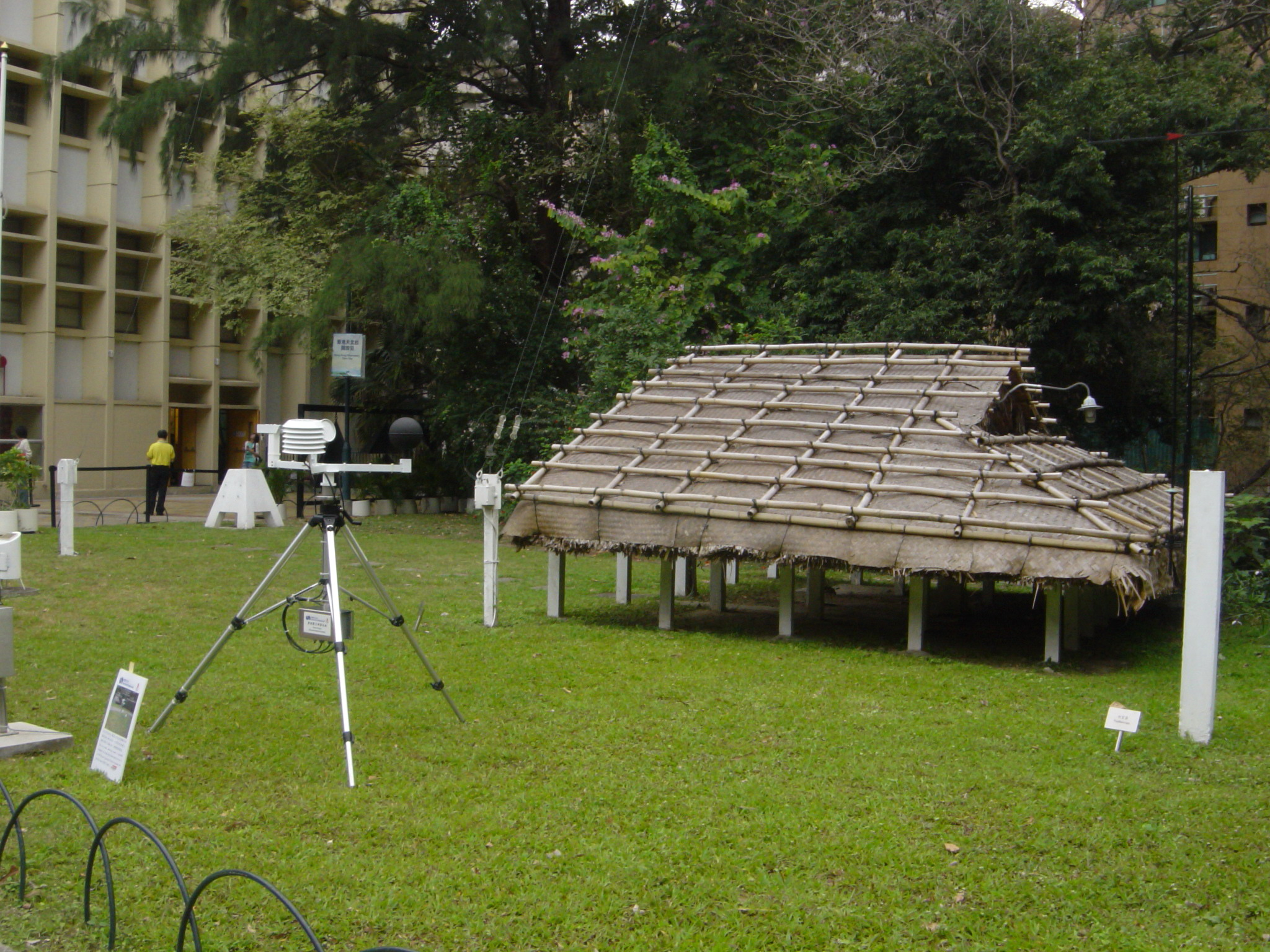
用於量度氣溫的茅屋

#### 一般天氣服務
香港天文台的香港氣象中心每日24小時工作，向公眾發放最新的天氣消息，包括最高及最低氣溫、分區氣溫、相對濕度、降雨量、潮汐資料、紫外線指數、風速、氣壓等資訊。此外天文台還會預測未來9日的天氣概況。而每當惡劣天氣出現時，天文台便會因應情況而發出不同的天氣警告信號，提醒市民做好相應措施。
市民亦可以使用「打電話問天氣」服務，打電話給一個特定的熱線來收聽天氣報告和正在生效的天氣警告。諷刺的是，香港政府在二三十年代時並不鼓勵市民在惡劣天氣的情況下打電話給天文台詢問天氣，以免令天文台電話線路繁忙，更至少三次刊憲呼籲市民切勿在熱帶氣旋襲港時打電話給天文台。天文台六、七十年代亦在熱帶氣旋警告寫上「請勿打電話詢問天文台有關熱帶氣旋消息」等字眼，以免令電話線路繁忙，並向公眾在特定時間（如每小時30分及58分等）留意最新消息。及後天文台在1985年開始設立播放錄音的「打電話問天氣」服務，分擔職員以往在熱帶氣旋來襲時忙於聽電話的工作，因此再沒有呼籲公眾在熱帶氣旋吹襲期間不要打電話予天文台的相關公佈。
而天文台科學主任亦自1987年起每逢周五於亞洲電視主持天氣節目「天氣一周」，1995年起自設錄影室，1996年和2010年起更分別開設網頁和手機程式，市民可透過多種途徑查詢天氣資訊。天文台亦在2013年尾成立「天氣廣播站」團隊，添置新的攝錄器材，以動畫及3D圖像報道天氣，並自行製作高清天氣節目「天氣廣播站」及「氣象冷知識」等，統一向各電視台提供免費電視天氣服務，並經天文台官方YouTube頻道上載。而每日定時報道天氣的工作由天文台有關工作人員擔任導演、主持和剪片。

##### 定點天氣服務
香港天文台提供了一項名為「我的天文台」的服務，提供定點天氣資料。

#### 航空氣象
香港天文台亦是亞太區第一批氣象服務單位取得ISO9001:2000認證，航空氣象是香港天文台主要收入來源。
透過在機場使用自行開發的激光雷達風切變預警系統，監測降落跑道風切變的情況，並第一時間報告機師，無論在起飛和降落時，都可監測跑道情況，並將預測風切變的準確度，由9年前的50%，提高至90%，被公認為世界頂尖的機場風切變系統。

### 輻射監測及評估
香港天文台自1961年起開始監測輻射，並於1987年將輻射監測工作擴展成為一項全面性的環境輻射監測計劃，直到現時為止，天文台設立的輻射監測網絡共有十二個固定監測站，包括平洲、塔門、吉澳、元五墳、大美督、沙頭角、觀塘、西灣河、京士柏、尖鼻咀、赤鱲角和鶴咀。
除此以外，天文台亦會定期利用一輛由貨車改裝而成裝有輻射測量儀器的氣象車在偏遠地區進行陸上巡測。而空中巡測方面，天文台亦會利用直升機在香港及鄰近海域進行巡測，然後分析巡測所得之樣本及數據，定期公佈監測結果。

### 時間標準及地球物理服務

#### 時間標準
香港天文台負責管理的香港時間（縮寫HKT）是香港所採用的時間標準。香港時間全年比協調世界時快8小時，與位於UTC+8時區的地區，包括中國大陸、澳門、台灣、菲律賓、新加坡，印尼中部地區，蒙古中部及東部地區，俄羅斯伊爾庫茨克州，澳洲西部，汶萊和馬來西亞一致。香港時間準確度為每日1微秒以內。香港天文台現時透過時間伺服器、自動資料查詢系統及公營香港電台報時信號廣播提供對時服務。

#### 地震
香港天文台1905 年開始記錄「有感地震」（felt earth tremors）......在 1979 年，天文台以三副短週期地震儀組成「短週期地震台網」（Short-period Seismograph Network），以更仔細地偵測地震位置及震級。香港所處不屬活躍地震帶，發生大地震的機會很低，但香港天文台仍有監測地震。香港發生的地震大部分都是低強度的無感地震，但香港天文台平均每年仍錄得約兩次在香港本地的有感地震，同時也會量得發生在華南及東南亞等地的強震。天文台還會監察由海底地震所引發之海嘯，一旦預測發生可能影響香港的海嘯，有需要時便會向公眾發出海嘯警告及報告。
香港天文台設有短週期地震台網，包括鶴咀、長洲、羗山、鉛礦凹、鹿頸、小欖、尖鼻咀、元五墳和寶珊。

#### 其他
管理地震、潮汐及水位監測網絡，並分析數據資料；編製氣候及其他方面的數據；以及提供厄爾尼諾及其他較長期的氣候現象對香港的影響的最新資料。早在六、七十年代，香港政府興建沙田和大埔新市鎮時，天文台亦有參與新市鎮的研究和建設規劃工作，以數據分析研究風暴潮下水位最高的上升水平，填海時不惜工本將海岸線填高，令附近居民不會受到風暴潮影響。
香港天文台還負責記錄香港市民關於不明飛行物的目擊報告。

## 警告信號

### 警告信號概況

#### 熱帶氣旋警告
自1884年開始，香港已經採用一套以圓柱形、球形和圓錐形為信號的系統向港內船隻發佈關於熱帶氣旋之情況及大約位置的消息。當熱帶氣旋迫近香港的時候，則鳴砲警告居民烈風將會吹襲香港。1907年開始，用燃放炸藥的巨響代替鳴砲的方法。1937年，香港最後一次使用此方法。
1917年，香港初次使用一至七號信號代表風暴情況。其中二號至五號分別表示烈風將會由北、南、東或西四個方向吹襲香港。
1931年更改為一至十號，其中二號及三號分別表示強風由西南及東南方向吹襲香港，四號為非本地信號，五號至八號分別代表來自西北、西南、東北或東南四個方向之烈風，九號則代表烈風風力增強，十號代表颶風吹襲。此後二、三、4號信號時有時無，到1930年代後期被刪除。
1950年在一號戒備信號及五至八號烈風信號之間加上三號強風信號。
其中五號至八號信號，均為代表烈風吹襲，所代表的風力相同，只是方向不同，但民間經常誤會是代表不同強度的風力，故1973年1月1日起，五號至八號信號，分別改稱為八號西北、八號西南、八號東北、八號東南，一直沿用至今。
由於八號信號生效時會對香港帶來重大影響，例如停工、停課、停市，且在上班時間發出更會造成大量趕回家的人潮，因此天文台由1987年開始試行在八號信號生效前大約2小時發出預警信息，從而令市民對八號信號作出防範及適當安排，盡快到安全的地方或回家，即現今天文台網頁的「熱帶氣旋之特別報告」。

#### 暴雨警告信號
暴雨警告信號是香港出現暴雨或預測將有暴雨時，由天文台發出，以提醒及警告市民的警告信號。1992年，香港天文台建立以綠色 ，黃色 ，紅色及黑色為主的四個級別暴雨警告系統。1998年暴雨警告系統修訂為黃、紅、黑色三個級別。

#### 山泥傾瀉警告
當香港天文台參照土木工程拓展署的意見，認為持續大雨極有可能引起山泥傾瀉時，天文台便會發出山泥傾瀉警告。

#### 新界北部水浸特別報告
每當新界北部的低窪地區已經或預料會發生水浸，天文台便會發出新界北部水浸特別報告。雖為一個獨立氣象警告，但建基於香港在整理河道的技術已使香港的水浸個案減少，一般只可能出現在暴雨警告信號或較高的熱帶氣旋警告生效時，才會因應情況而發出。

#### 雷暴警告
不論雷暴的影響範圍廣泛，還是只涉及香港的某一地區，天文台便會發出雷暴警告。香港的室外運動場、球場及泳池習慣上會暫停開放，以免發生意外。雷暴警告是一年內發出次數最多的警告信號，在雨季有時甚至有可能會一日內多次發出。另外，雷暴警告亦是香港天文台各項警告信號中唯一一個設有有效時間的警告信號。

#### 強烈季候風信號
發出強烈季候風信號，表示在本港境內任何一處接近海平面的地方，冬季或夏季季候風之平均風速現已或將會超過每小時40公里。冬季季候風一般從北面或東面吹來，而夏季季候風則主要是西南風。在十分空曠的地方，季候風的風速可超過每小時70公里（烈風程度）。強烈季候風信號初時跟熱帶氣旋警告一樣，以懸掛方式發出，由於懸掛信號是一個黑色的球體，因此又稱為「黑球」。但在2002年起已跟隨熱帶氣旋警告改為「發出信號」。

#### 寒冷及酷熱天氣警告
寒冷天氣警告及酷熱天氣警告分別在1999年冬季及2000年夏季推出。天文台綜合氣溫、濕度及風速資料，在寒冷（以預測或實況最低氣溫在攝氏12度或以下作為參考值）及酷熱（以預測或實況最高攝氏33度或以上作為參考值）的情況下發出有關警告。

#### 霜凍警告
當因天氣寒冷或嚴寒而有出現結霜的可能性時，天文台便會發出霜凍警告。霜凍警告必定在寒冷天氣警告生效時才會發出。

#### 火災危險警告
香港天文台會根據有利於火災發生及擴散的因素，如低濕度、高風速及漁農自然護理署提供有關草木乾燥情況的資料，發出火災危險警告。警告分為黃色及紅色2種。黃色火災危險警告表示火災危險性頗高，而紅色火災危險警告則表示火災危險性極高。天文台一般較常在早上6時發出火災危險警告。

#### 海嘯警告
海嘯警告表示猛烈地震預計會產生或已產生海嘯。若海嘯持續，將會在3小時以內到達香港，而海嘯高度可能會超過正常潮水高度0.5米。此信號從設立至今，未曾發出。

## 特別天氣提示
特別天氣提示為香港天文台在2011年起推出的服務，旨在當相關天氣警告未發出前，能儘早提醒市民重要天氣有機會影響香港，例如大雨、熱帶氣旋、轉涼或炎熱天氣等。

## 警告信號所引起的爭議
由於惡劣天氣下，香港政府及私人機構的上班，以及學校停課的準則多與天文台所發出的警告信號（專業及科技）掛勾，香港天文台在發出熱帶氣旋及暴雨警告信號時經常受到來自各界的壓力。近年不少市民亦在熱帶氣旋及暴雨情況下，直接致電天文台質問(即使合理)發出警告信號的理據。天文台多次的預測及發出的警告均惹來爭議。

### 熱帶氣旋警告信號

#### 1999年颱風利奧
利奧於5月2日正面吹襲香港，但香港普遍地區風勢不大，只有部分離岸及高地風力達烈風程度；天文台於下午1時30分懸掛八號東北烈風或暴風信號，但風勢在信號懸掛期間持續減弱，令市民質疑天文台是否需要懸掛八號信號。此等情況其後在2001年颱風玉兔襲港時再次出現，雖然天文台事後解釋在決定是否更改信號時，會考慮所有相關因素，但公眾安全是首要考慮，而根據利奧的預測路徑及強度，一個達颱風級別的熱帶氣旋有機會正面吹襲香港，因此是有必要懸掛八號信號。
此後，天文台的信號發出政策改變，一般被認為是變得較為保守。而前任天文台台長林超英亦指出天文台有時會因為謹慎起見，會發出較為保守的預測。例如一些原預計會直趨香港的熱帶氣旋，天文台均只會表示熱帶氣旋會趨向中國內地，直至發出八號或以上信號，才會表示「趨向本港」，同時，由於香港人口已廣泛分散各區，天文台這種發出信號的政策引起市民的不滿，因為即使在新界各區多個氣象站已出現烈風的風力，但由於維港兩岸風勢未達烈風程度，而無須發出八號烈風或暴風信號，市民仍然要冒著大風雨去上班。由於天文台在2022年7月前仍隸屬於香港政府商務及經濟發展局，一些市民質疑天文台此舉是否想避免得罪商界。

#### 2006年颱風派比安
2006年8月3日，派比安吹襲香港期間，香港境內普遍吹烈風程度的東至東南風，離岸及高地風力更達暴風至颶風程度，但天文台以維多利亞港內未有持續的烈風為由，拒絕發出八號信號；而派比安所帶來的風力比過去10年的八號信號甚至部份九號信號都高，對上一次維港的一小時平均風力錄得烈風已是2003年颱風杜鵑。一段攝於尖沙咀天星碼頭的新聞片段可見，碼頭的資源回收箱被烈風吹至倒在地上滑行，一位女途人被其撞至跌倒，然後要抱着旗桿以免自己被吹走，情況驚險，引起輿論譴責和猛烈抨擊。最後在同年年底，天文台就熱帶氣旋警告系統作全面檢討，並就三號及八號信號的發出準則作出修訂，不再單單參考維港內的測風站，而是擴展至由8個能涵蓋全港風力的近海平面自動氣象站所組成的測風網絡（包括長洲、機場、西貢、啟德、青衣、濕地公園、打鼓嶺及沙田），當8個參考自動氣象站有4個或以上錄得強風或烈風程度的10分鐘平均風速，便必須發出三號或八號信號。

#### 2009年強烈熱帶風暴天鵝
2009年8月4日晚上，天鵝在香港之西南約110公里掠過，天文台在晚上9時40分發出八號東南烈風或暴風信號，但香港普遍地區風勢不大，只有部分離岸及高地風力達烈風程度，因而有網民質疑發出八號信號的必要性；天文台承認天鵝實際風力較預期弱，但考慮天鵝會非常接近香港（實際上天鵝在香港之西南約110公里掠過，幾乎正面吹襲），加上最接近前數小時突然增強為強烈熱帶風暴，足以構成威脅，遂決定發出八號信號作為警告。

#### 2017年熱帶風暴洛克
洛克於2017年7月23日掠過香港境內，天文台在上午9時20分發出八號西北烈風或暴風信號，但香港大部份地區只受洛克較弱的西南環流影響，導致香港風向轉為西南甚至東南後風力仍只達和緩至清勁水平，因此全港各自動氣象站均無錄得烈風，包括8個參考自動氣象站在內的大部份氣象站亦未有錄得強風，實測風力比2年前8個參考自動氣象站均未錄得烈風且同樣三號強風信號亦不達標的颱風蓮花，甚至8年前8個參考自動氣象站均未有錄得強風的2009年熱帶風暴浪卡更弱，不但成為歷來風勢最弱的八號信號，也是繼2001年颱風百合以來的最弱三號信號，因而有部份市民質疑發出八號信號的必要性；天文台於當天下午召開新聞發佈會時指出，當日凌晨洛克中心右方的氣象浮標、船隻以及位於其中心附近的石油平台均錄得烈風，證明洛克增強為熱帶風暴，而洛克於登陸香港前，大鵬半島亦持續受烈風影響，加上洛克即將於香港登陸，基於安全理由必須發出八號信號，且若再來一次都會維持此決定。

#### 2021年熱帶風暴獅子山

##### 暴雨
2021年10月8日凌晨，與獅子山相關的強烈雨帶不斷影響香港，天文台於晚上11時20分發出黃色暴雨警告信號，天文台於早上9時50分及10時20分先後發出山泥傾瀉警告和新界北部水浸特別報告。隨着雨勢急劇增強，天文台於上午11時20分發出紅色暴雨警告信號，再於上午11時45分發出黑色暴雨警告信號，期間多區主要道路出現嚴重水浸，市民出入狼狽。同日早上10時，跑馬地住宅「比華利山」大幅外牆棚架倒塌，造成4人被困，一名55歲工人因此死亡，樂活道兩線全封，事件發生後才先後發出紅色暴雨警告信號及黑色暴雨警告信號。網民在天文台社交專頁留言，批評天文台沒有提早發出紅雨，結果要狼狽地帶子女返學。有記者向天文台助理台長宋文娟提問，天文台對今早雨勢是否有誤判？會否對死者負責及致歉？她指出「極端天氣隨着氣候變化影響，帶來極端大雨、無論頻率及強度均會不斷增加，所以全世界都需要加大力度減碳，應對氣候變化。」

##### 風力
2021年10月9日，獅子山影響香港期間，天文台在早上6時40分改發八號東南烈風或暴風信號，當時獅子山位於香港西南偏西約490公里，是自1957年有紀錄以來風暴中心距離香港最遠的八號信號。及後，天文台發出的新聞稿，多次延後改發三號強風信號的時間。不少網民在天文台社交網站質疑天文台短時間內多次變更天氣預報，天文台指出「獅子山移動速度比預期慢，加上有新雨帶形成，要不斷調整預測，希望市民明白。」
| 時間        | 新聞稿                                                   |
| ----------- | -------------------------------------------------------- |
| 06:40       | 天文台發出八號東南烈風及暴風信號                         |
| 06:56       | 八號烈風及暴風信號在今早維持一段時間                     |
| 08:55 09:45 | 天文台會視乎風力情況在下午初時考慮改發三號強風信號       |
| 10:45 11:45 | 天文台會視乎風力情況在下午考慮改發三號強風信號           |
| 12:45       | 天文台會視乎本港風力情況在下午至黃昏考慮改發三號強風信號 |
| 13:52       | 天文台會視乎本港風力情況在黃昏前後考慮改發三號強風信號   |
| 15:46 17:46 | 天文台會在今晚再考慮改發三號強風信號                     |
| 18:47       | 八號烈風或暴風信號會在午夜前維持                         |
| 22:47       | 八號烈風或暴風信號會維持一段時間                         |
| 01:47       | 在日出前考慮改發三號強風信號                             |
| 03:45       | 即將改發三號強風信號                                     |
| 04:40       | 天文台改發三號強風信號                                   |

#### 2023年強颱風小犬
2023年10月8日晚上，小犬正面吹襲香港，在香港以南約70公里掠過，天文台於晚上7時發出九號烈風或暴風風力增強信號，但香港普遍地區風勢不大，只有部分離岸及高地風力達烈風程度，天文台測風網絡8個指定自動氣象站只有3個錄得強風，其中1個錄得烈風，是自2020年颱風海高斯以來，第三個連八號信號也不達標的九號信號，更是2007年採用此測風網絡以來，首個連三號信號也不達標的九號信號。

### 寒冷天氣警告
由於市區受熱島效應及九龍以北的狹長山脈（如大帽山、獅子山等）地形屏蔽影響，來自北方的冷空氣可能完全影響新界地區而未完全滲入香港市區，即使新界內陸和北部地區天氣寒冷甚至嚴寒（7℃或以下），天文台預測市區最低氣溫13℃或以上而不發出寒冷天氣警告的情況仍時有發生；更有數次是預測保守導致失誤，天文台需於凌晨緊急發出寒冷天氣警告。2011年12月2日，在一股冬季季候風影響下，香港氣溫在黃昏前已開始下降，午夜前已降至預計的最低氣溫13℃，可以肯定12月3日早上天氣寒冷，但天文台在當天凌晨1時20分才發出寒冷天氣警告，在當天更有7人凍死。類似情況於2014年12月13日、2016年1月18日及2022年12月31日再次發生，當中2022年12月31日更要到早上6時才發出寒冷天氣警告。

## 出版刊物
香港天文台除了提供上述的天氣、氣象及天文研究等服務之外，更出版了一系列不同的刊物，以供市民獲得更多有關天氣的資訊。一般出版的刊物包括：
- 香港天文台月曆：每年月曆均附有不同封面，內裏刊載了全年潮汐漲退、日出日落以及月出月落的時間，還有豐富的氣候資訊以供參考。
- 香港天文台年曆：刊載全年詳細日出日落以及月出月落的時間，附設日食、月食等天文現象資料以及節氣等農曆基本資訊。
- 香港潮汐表：刊載全年香港各地潮汐漲退預測，主要供從事海上服務行業或漁業人士使用。
- 各警告信號簡介及宣傳小冊子、單張
- 漁民作業天氣資料卡
- 天文台天氣報告術語闡釋

## 電腦運算系統
天文台使用電腦叢集系統，用作日常氣象運算、模擬、資料處理、測試風切變及湍流運算和處理航機下傳數據。
天文台運行的軟件包括：「氣候實驗預測中心」（ECPC）、「業務區域譜模式」（ORSM － Operational Regional Spectral Mode）。由於部分軟件需要特殊的函式庫（如：ESSL、MASS、訊息傳遞介面/POE），所以天文台購入IBM POWER伺服器，由乙太網路連接   。此外，天文台在2010年購入PC叢集，增強預報運算性能。

## 獲獎及認證
- ISO 9001：2008（輻射測量服務）（2009年5月11日）

## 外部連結
- 香港天文台 （页面存档备份，存于）的官方網站
- 香港天文台的Facebook專頁
- 香港天文台 （页面存档备份，存于）的Youtube頻道

- 《1882年關於建立天文台的建議書》 （页面存档备份，存于）（英文）
- 《香港天文台歷史》香港天文台 （页面存档备份，存于）（繁體中文）
- 《香港天文台台徽》香港天文台（繁體中文）
- 香港天文台總部 （页面存档备份，存于）（繁體中文）

| 創辦                            | 英屬香港天文台         | 繼任： · 英屬香港皇家香港天文台 |
| 前任： · 英屬香港天文台         | 英屬香港皇家香港天文台 | 繼任： · 香港天文台             |
| 前任： · 英屬香港皇家香港天文台 | 香港天文台             |                                 |